# Fuyuki Hattori
Fuyuki Hattori (服部 冬樹, Hattori Fuyuki, né en  1955) est un photographe japonais.